# Deva
Deva (węg. Déva, niem. Diemrich) – miasto w zachodniej Rumunii, w Siedmiogrodzie, nad rzeką Maruszą. Jest stolicą okręgu Hunedoara. W mieście funkcjonuje słynna szkoła gimnastyki sportowej.
W starożytności była dacką fortecą, nazywaną Singidava. Właśnie w tym regionie Dakowie mieli główne ośrodki swojego państwa i tu ulegli w 106 r. przeważającym siłom rzymskich legionów cesarza Trajana.
W mieście rozwinął się przemysł maszynowy, materiałów budowlanych, drzewny, spożywczy, porcelanowy oraz hutniczy.
Merem miasta jest od 2000 Mircia Munteanu z Narodowej Partii Liberalnej.

## Współpraca
- Arras, Francja
- Cherbourg-Octeville, Francja
- Szigetvár, Węgry
- Yancheng, Chińska Republika Ludowa

## Bibliografia

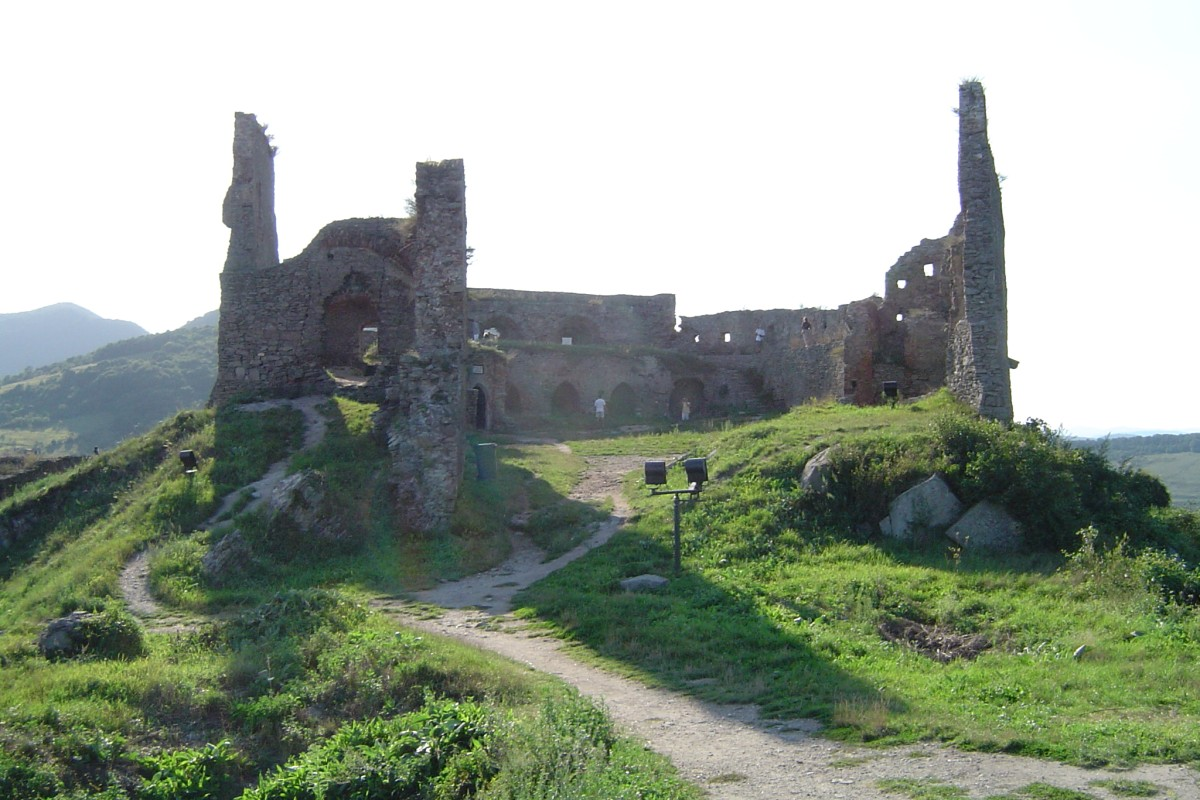
Ruiny fortecy w Dewie